# Matlohang Moiloa-Ramoqopo
Matlohang Moiloa-Ramoqopo, née le 1er novembre 1967, est une dirigeante sportive lésothienne. Elle pratique le tennis de table prenant part aux Jeux africains de 1999 tout en poursuivant sa vie professionnelle après des études en sciences entre le Lesotho, la France et l'Afrique du Sud. Elle devient professeure de mathématiques et de physique et dirige l'école internationale de l'université nationale du Lesotho à partir de 2017. Engagée dans la fédération de tennis de table du Lesotho, elle est nommée en tant que membre au sein du Comité international olympique,.